# Ḩoseyn Beyglū
Ḩoseyn Beyglū (persiska: حسین بیگلو) är en ort i Iran.   Den ligger i provinsen Västazarbaijan, i den nordvästra delen av landet, 700 km nordväst om huvudstaden Teheran. Ḩoseyn Beyglū ligger 1 056 meter över havet och antalet invånare är 417.
Terrängen runt Ḩoseyn Beyglū är huvudsakligen kuperad, men den allra närmaste omgivningen är platt.Runt Ḩoseyn Beyglū är det ganska tätbefolkat, med 75 invånare per kvadratkilometer. Närmaste större samhälle är Qarah Ẕīā' od Dīn, 4,5 km väster om Ḩoseyn Beyglū. Trakten runt Ḩoseyn Beyglū består i huvudsak av gräsmarker.